# Salmonelose
Salmonelose é uma infeção sintomática causada por bactérias do tipo Salmonella. Os sintomas mais comuns são diarreia, febre, cólicas abdominais e vómitos. Os sintomas têm geralmente início 12 a 36 horas após a exposição e duram de dois a sete dias. Os casos mais graves da doença podem causar desidratação. Os idosos, as crianças e os imunodeficientes apresentam maior risco de desenvolver doença grave. Alguns tipos específicos de Salmonella podem causar febre tifoide ou febre paratifoide.
Existem duas espécies de Salmonella: Salmonella bongori e Salmonella enterica com várias subespécies. A infeção é geralmente transmitida pela ingestão de carne, ovos ou leite contaminados. É possível que outros alimentos transmitam a doença se tiverem entrado em contacto com estrume. Alguns animais domésticos, incluindo cães, gatos e répteis, podem também transmitir a infeção. O diagnóstico é feito com análises às fezes.
As medidas de prevenção da transmissão da doença consistem em preparar e cozinhar os alimentos em condições de higiene. Os casos mais ligeiros geralmente não requerem tratamento específico. Os casos mais significativos podem necessitar de tratamento dos distúrbios eletrolíticos e terapia intravenosa. Os antibióticos estão recomendados em pessoas de elevado risco ou quando a doença se espalhou para além dos intestinos.
A salmonelose é uma das causas de diarreia mais comuns em todo o mundo. Em 2015 a salmonelose não tifoide foi responsável por 90 300 mortes e a salmonelose tifoide por 178 000 mortes. Na Europa, a salmonelose é a segunda intoxicação alimentar mais comum a seguir à campilobacteriose.